# Зандерсон, Рихард Кришьянович
Ри́хард За́ндерсон (1910—1981) — латвийский и советский актёр, заслуженный артист Латвийской ССР. В 1962—1972 — председатель Гостелерадио Латвийской ССР.

## Биография
Родился 15 (28 мая) 1910 года. Окончил Латвийские драматические курсы (педагог Э. Фелдманис). В 1937—1962 гг. — актёр ГАТД Латвийской ССР имени А. Упита. Был секретарем партийной организации театра.
В 1962—1972 гг. — председатель Гостелерадио Латвийской ССР.
Умер 24 февраля 1981 года.

## Творчество

### Роли в театре
- 1937 — «Воители в Хельгеланде» Г. Ибсена — Торольф
- 1947 — «Глина и фарфор» А. П. Григулиса; «Кремлёвские куранты» Н. Ф. Погодина — В. И. Ленин

### Фильмография
- 1939 — Сын рыбака — Эдгарс
- 1947 — Возвращение с победой — Лазда

## Награды и премии
- Два ордена Трудового Красного Знамени (1950; 03.01.1956)
- Заслуженный артист Латвийской ССР
- Сталинская премия второй степени (1948) — за исполнение роли в спектакле «Глина и фарфор» А. П. Григулиса, поставленный на сцене Театра драмы Латвийской ССР.
- Государственная премия Латвийской ССР